# Базилика Санта-Мария-Ассунта (Кастель-ди-Сангро)
Базилика Санта-Мария-Ассунта (итал. Basilica di Santa Maria Assunta) — базилика в епархии Сульмона-Вальвы Римско-католической церкви в городе Кастель ди Сангро, в провинции Л’Акуила, в регионе Абруццо, в Италии.

## История
Базилика Санта-Мария-Ассунта в честь «Вознесения Девы Марии» является главным католическим храмом в Кастель ди Сангро. Она расположена в верхней части города, в районе Чивита, и хорошо просматривается со всех сторон. К ней вплотную примыкает приходской музей.
Храм на этом месте был построен во второй половине X века, заменив церковь Санта Мария ад дуас Базиликас, находившуюся в местечке Валле Саличе с V века. Здание X века было разрушено землетрясением 1456 года и отстроено заново с названием Архипресвитерская Церковь Санта-Мария-Ассунта-ин-Чьело.
К сожалению, не сохранилось документальных свидетельств об этом строительстве, за исключением факта пожертвования, сделанного Роджером, королём Обеих Сицилий. В 1695—1707 году храм был перестроен по проекту архитектора Франческо Феррадини и приобрёл современный вид. Строительство церкви завершил в 1707—1725 годах другой архитектор, Джован Баттиста Джанни, и 21 сентября 1725 года храм был освящен. Статус базилики был дарован церкви в 1856 году. В прошлом в ней хоронили представителей знатных семей города.

## Внутреннее убранство
Храм имеет три нефа с двумя ярусами арок и две колокольни. Сохранилась древняя аркада XIV века и горельеф того же века с изображением Пьета во внутреннем портике. На правой стене колокольни находится единственное окно, а фасад украшают восемь статуй в нишах. Это Святая Конкордия, Святой Руф, Святой Рох, Святой Себастьян, Святой Эмидий, Святой Антоний Великий, Святой Гаэтан и Вознесение Девы Марии.
Большие часы находятся над парадным входом, обрамленным образами, высеченными из камня, и ставшим эмблемой Кастел ди Сангро.
Внутри базилики находится скульптурная группа из бронзы «Крещение Христа», венчающая баптистерий, которую специалисты относят к школе Бенвенуто Челлини, сам баптистерий также обогащен вставками из мрамора. Такими же вставками из мрамора украшен алтарь Святого Себастьяна и главный алтарь, за которым находятся деревянные хоры, деревянная подставка для книг и барельеф, где в нише хранятся мощи Святой Конкордии.
Кафедра и антепендиум XV века (изображающий жизнь Иисуса и украшающий алтарь Богоматери Скорбящей), также сделаны из дерева.
В базилике находится много картин. Среди них: «Спор с врачами» и «Рождение Иисуса» Ваккаро, «Падение Иисуса под крестом» и «Иисус перед Пилатом» Де Мура, «Мадонна с младенцем и святыми» и «Ужин» Де Маттеиса, «Чудо с манной» и «Моисей и медный змей» Чирилло.